# Jörg Ahmann
Jörg Ahmann (Grevenbroich, 12 de fevereiro de 1966) é um voleibolista de praia alemão.
Participou de duas edições de Jogos Olímpicos jogando ao lado de Axel Hager. Na estreia do voleibol de praia como modalidade olímpica, em Atlanta 1996, não conseguiram ir além da terceira fase. Na edição seguinte, em Sydney 2000, conquistaram a medalha de bronze ao vencerem a disputa de terceiro lugar contra os portugueses Miguel Maia e João Brenha.